# Parallelia conspicua
Parallelia conspicua är en fjärilsart som beskrevs av W. Warren 1915. Parallelia conspicua ingår i släktet Parallelia och familjen nattflyn. Inga underarter finns listade i Catalogue of Life.